# Меморіальний ансамбль «Уклін»
Меморіальний ансамбль «Уклін» (рос. Мемориальный ансамбль «Поклон») — меморіальний комплекс, розташований на площі Свободи міста Сальськ, Ростовська область.

## Історія
23 квітня 1918 року на місці нинішнього розташування меморіального комплексу пройшов жалобний мітинг, присвячений пам'яті перших червоноармійців Сальска, убитих 20—22 квітня біля села Середній Єгорлик у боях за Радянську владу. Спочатку на братській могилі був поміщений пам'ятник пірамідальної форми з дерева.
Під час Великої Вітчизняної війни у братській могилі були поховані солдати Радянської Армії, полеглі при обороні Сальска в 1942 році та під час його звільнення роком пізніше.
У 1947 році на братській могилі були проведені роботи з благоустрою, на ній поставлено скульптуру солдата з гіпсу. На піраміді з зіркою нагорі та написом «Вічна слава героям, полеглим у боях за Батьківщину» прикріплений гіпсовий вінок.
У 1967 році була проведена реконструкція комплексу, він придбав свій сучасний вигляд. Скульптор комплексу — С. Л. Глухів, архітектор — Б. В. Ігнатенко, обидва жителі Сальска. Меморіал представляв собою стрілу з світло-рожевою мармурової крихти, сім метрів у висоту, укріплену на земляний височини.
У 1972 році на площі Свободи р. Сальска були перепоховані останки першого посла Радянської Росії в Ірані В. О. Коломійцева, на його могилі встановлена меморіальна гранітна плита.
У 1975 році на братській могилі, за височиною, поміщені дев'ять надгробків. У них вмонтовані плити з білого уральського мармуру, де викарбувані 177 прізвищ похованих солдатів.
У 1981 році біля братської могили похований Герой Радянського Союзу, житель Сальска, Борис Іванович Терентьєв.
До пам'ятника веде алея, вимощена плиткою.
У 2005 році на алеї були встановлені гранітні постаменти з барельєфами, скульптурні зображення Героїв Радянського Союзу — сальчан: В. Я. Захарова, Ю. І. Мандрикіна, А. Р. Митяшкіна, М. Є. Пивоварова, С. В. Рибальченка, Ф. М. Самохвалова, Б.&nbap;І. Терентьєва, М. І. Філоненка, Героя Росії В. М. Горіна. Усі пам'ятники виготовлені в Ростовському відділенні Спілки художників Росії (кер. С. М. Олешня).

## Фотогалерея

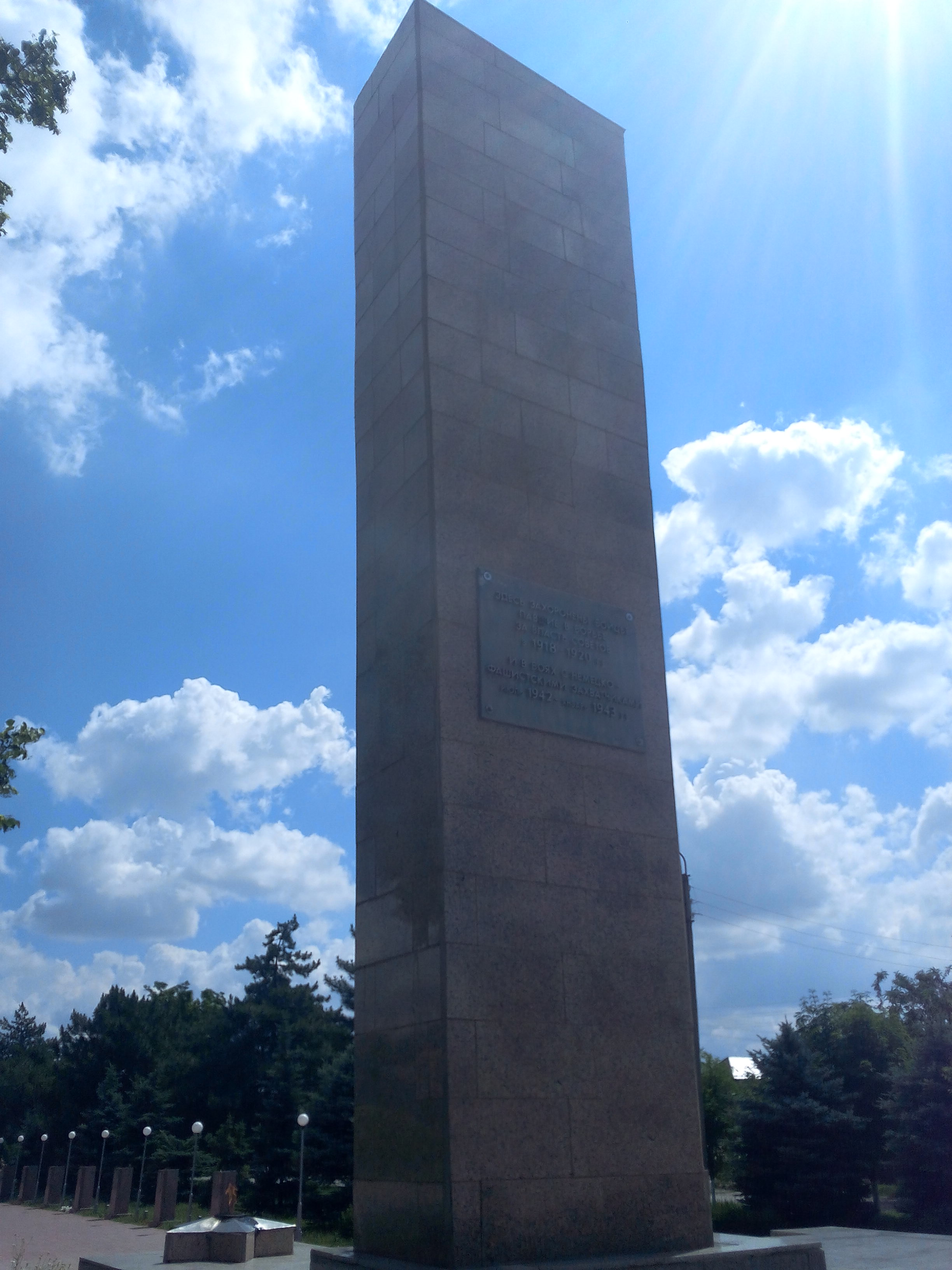
Сальськ, пл. Свободи, стела пам'ятника із зворотного боку
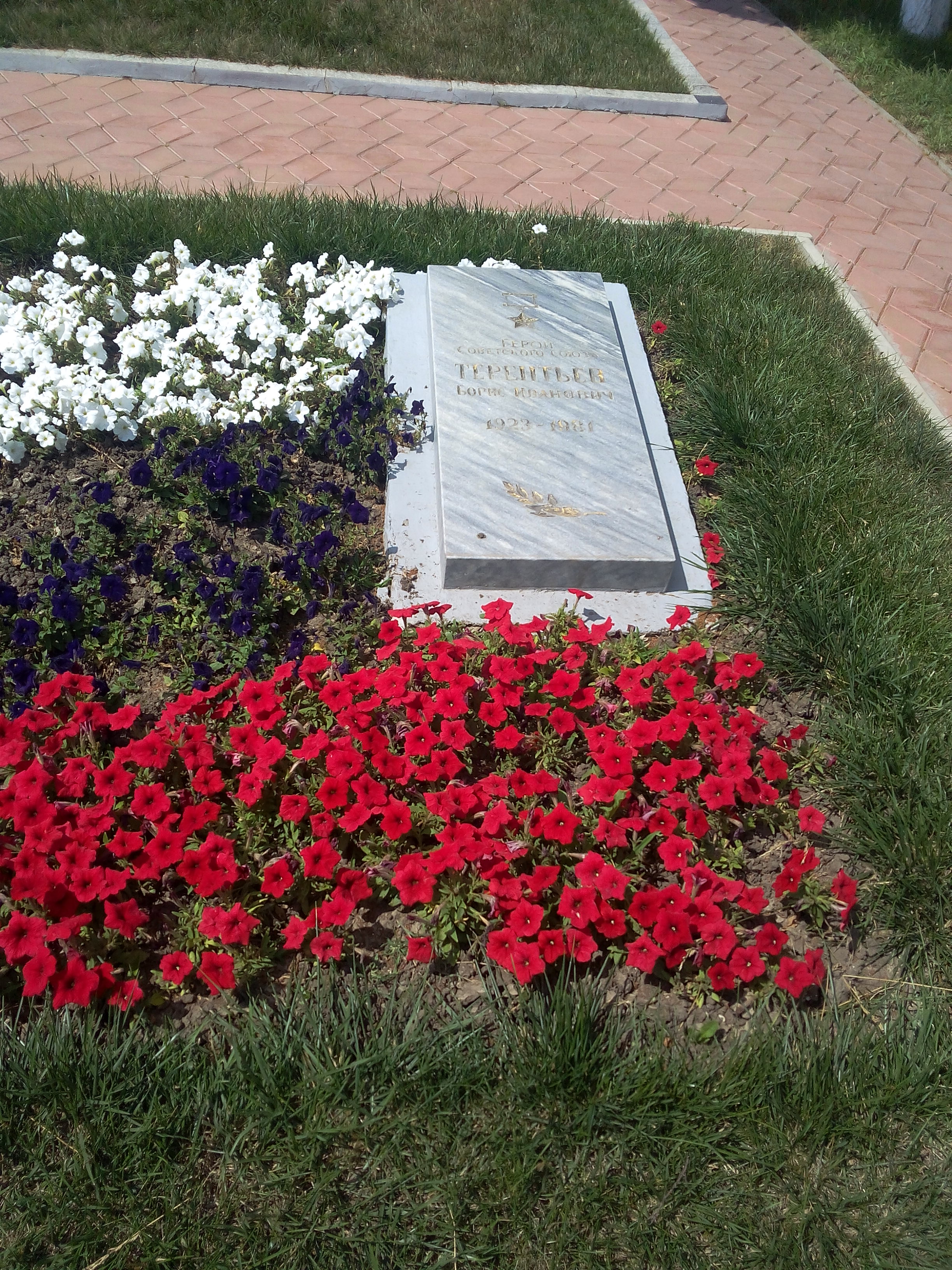
Могила Героя Радянського Союзу Б. В. Терентьєва
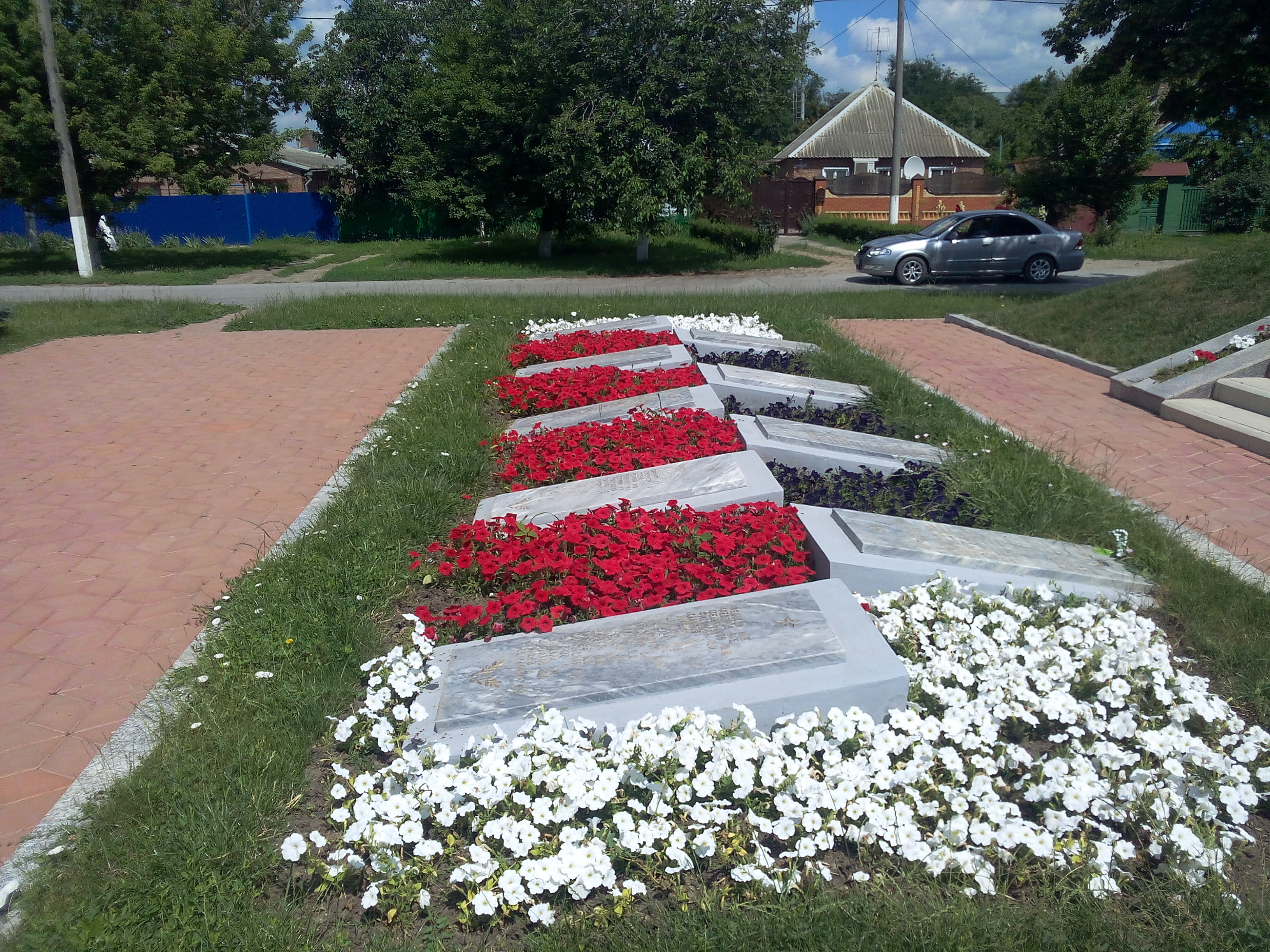
р. Сальськ, пл. Свободи, братська могила воїнів за стелою
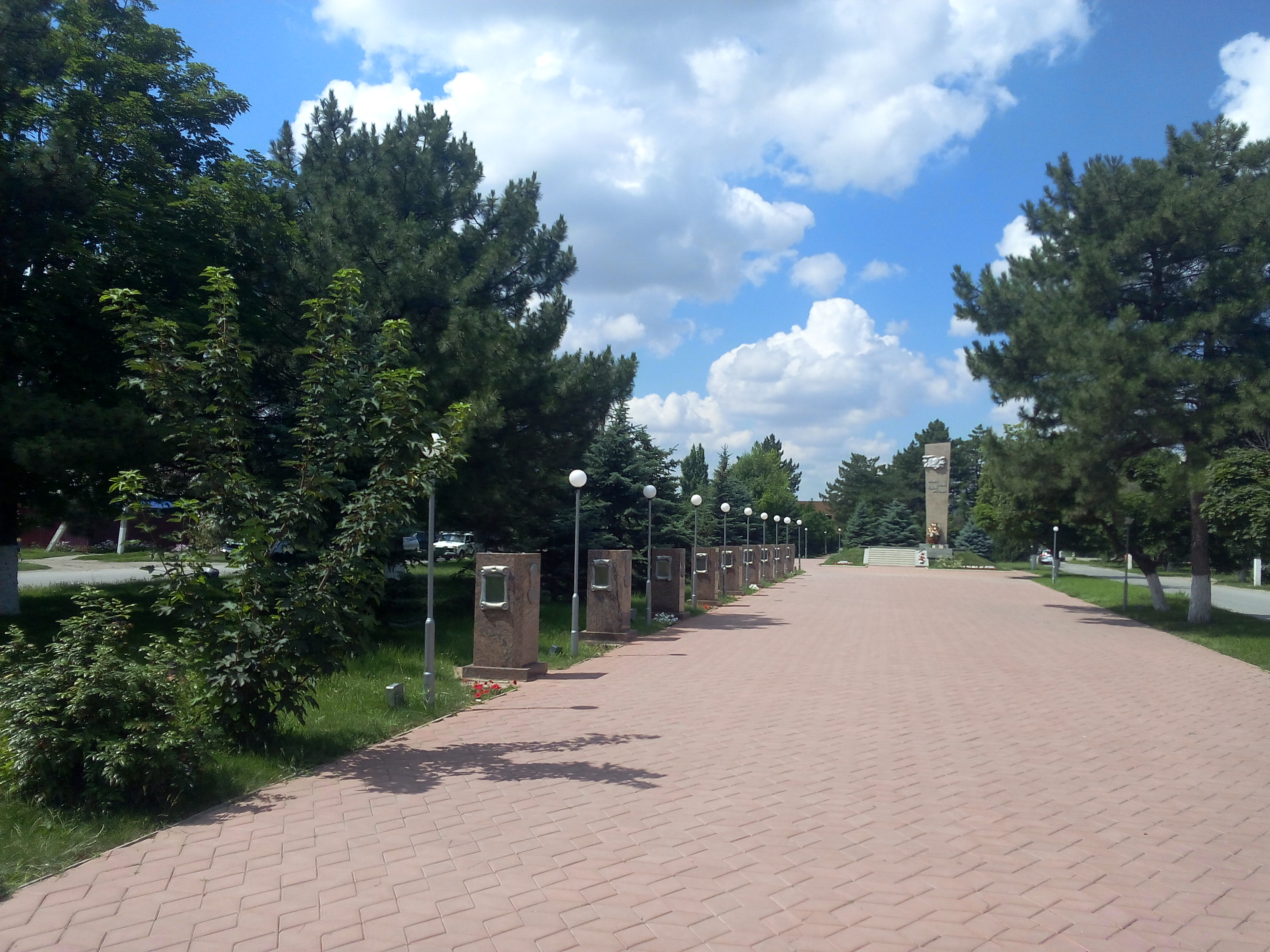
р. Сальськ, Алея героїв на площі Свободи